# Singling
Singling est un village et une ancienne commune de la Moselle rattachée à Gros-Réderching en 1811.

## Toponymie
Singlingen (1681), Zingling (1726), Singlin (1751), Singlingen (1755), Singlingen (carte de Cassini), Singling (1771).

## Histoire
Le village, créé au XVIIe siècle, est la propriété de Georges Poncet, un riche marchand de Bitche. Du point de vue spirituel, le village est succursale de la paroisse de Gros-Réderching, dans l'archiprêtré de Rohrbach. Du point de vue administratif, le village a le statut de commune entre 1790 et 1811, dans le canton de Rohrbach.

## Démographie
| 1793 | 1800 | 1806 |
| ---- | ---- | ---- |
| 231  | 225  | 284  |

## Lieux et monuments
C'est l'iconographie traditionnelle des douze apôtres, si souvent présente sur les retables d'autel lorrains aux XVe siècle et XVIe siècle, que le sculpteur a représenté sur une croix monumentale. Érigée en 1776 et adossée à la chapelle Saint-Donat reconstruite en 1815, elle est formée d'un large fût-stèle sur lequel les apôtres sont regroupés en trois registres sous une série d'arcatures. La base élargie de la croix, soulignée par une moulure plate, est ornée des figures de sainte Marguerite agenouillée avec sa croix et de saint Wendelin avec sa houlette, encadrant la Vierge. En dépit d'une sculpture sans beaucoup de modelé, la croix est particulièrement intéressante à cause de la rareté de son iconographie, portée aussi par deux autres croix, celles-ci du XVIe siècle, à Beaufremont et à Gendreville, dans la région de Neufchâteau.

## Sources
- Les moulins et scieries du Pays de Bitche, Joël Beck, 1999.
- Rohrbach-lès-Bitche et son canton, Joël Beck, 1988.
- Le canton de Rohrbach-lès-Bitche, Joël Beck, 2004.
- Le Pays de Bitche 1900-1939, Joël Beck, 2005.